# 柯熙
柯熙，字嘉仲，福建福州永福县人，南宋武状元、官员。他是宋高宗绍兴十八年（1148年）戊辰科状元，此外在省试中也是第一名。他的官位终于成忠郎一职。北宋淳熙年间的《三山志》关于他的记载中写道“绍兴二十六年初开武学，除武学谕。”